# Duki
Мауро Езекіель Ломбардо (Альмагро, Буенос-Айрес, Аргентина; 24 червня 1996 р.), Відомий своїми художніми іменами Дукі, - аргентинський співак.  

## Біографія

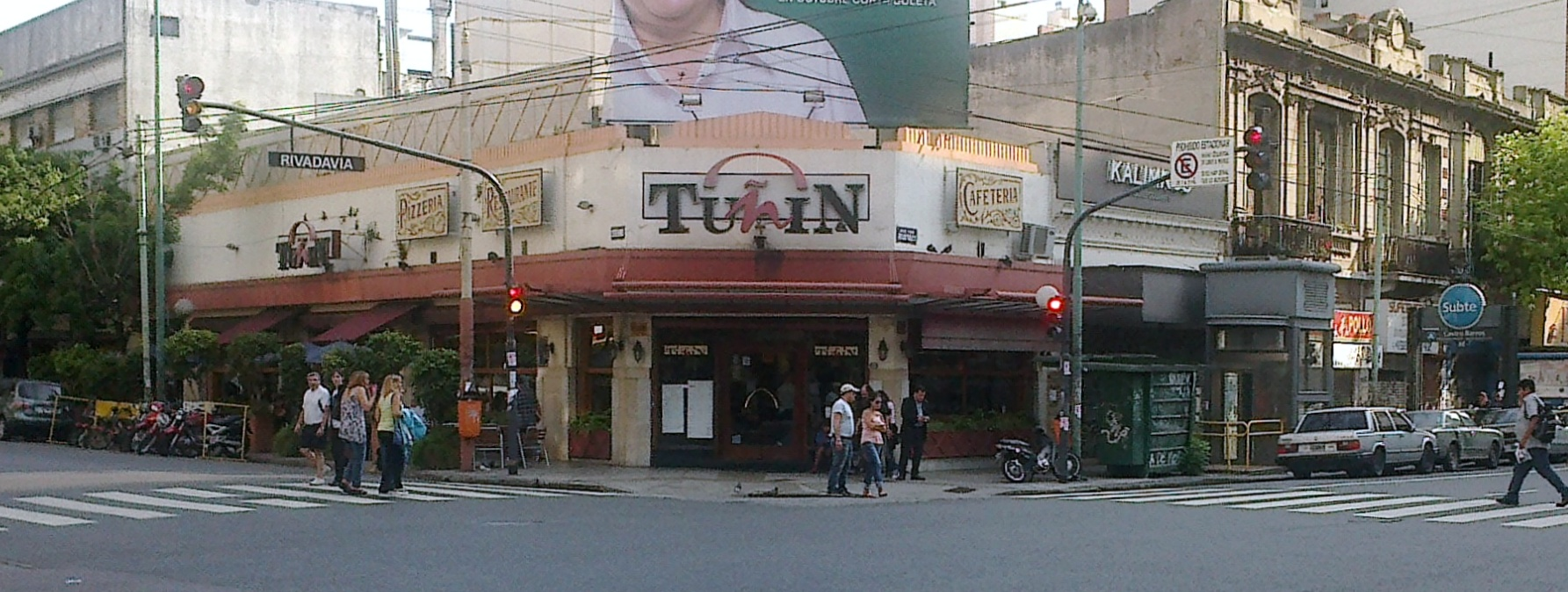
Баріо Альмагро, батьківщина Дукі.

Мауро Ломбардо народився 24 червня 1996 року в мікрорайоні Альмагро. Він син Сандри, юрист трудового права та співак; Гільєрмо Ломбардо. У нього є старший брат на ім’я Науель Ломбардо, який є звукорежисером, отриманим в Національному університеті Треса де Фебреро, і молодша сестра Канделя Ломбардо, студентка. 
У віці 6 років він почав захоплюватися хіп-хопом та американським репом. 
У 2012 році в Пуерто-Мадеро Дукі зустрів групу хлопців, які імпровізували реп-риму. З того часу Дукі почав робити реп-битви. 
У 2017 році він створив пісні разом із студією Boombox, M5 та Kamus, як поодинці, так і з виконавцями, такими як Iacho, офіційний бітбоксер П'ятого кроку, YSY A (" господар " цього руху) або SCXLVRY. Він також створив пісню з Клайвом під назвою "Txdx Violeta" (Тодо Віолета). Дукі вирішив відмовитися від битв, щоб повністю присвятити себе музичній кар’єрі. Це було майже одночасно, коли він випустив пісню, яка спричинила би революцію в аргентинській пастці "Hello Cotto". У синглі можна почути оновлений і сирий голос, який спричинив удари і був початковим ударом для вибуху ходи пастки. 
Вірний своєму стилю, Дукі продовжував досліджувати різні музичні жанри, з такими піснями, як "Якщо ти відчуваєш себе самотнім", "Син ночі", "Без вини" та "Fvck Luv", серед інших, які він запустив у 2018 році, художник Кількість прихильників продовжувала зростати та збільшуватися та перетворювала свої шоу на все більш масові заходи. 
Наразі він готує свій перший альбом під назвою "Атмосфера", Дукі вже підтвердив (через свої історії в Instagram), що його альбом вийде 20 вересня 2019 року.      